# Pegomya avida
Pegomya avida är en tvåvingeart som beskrevs av Willi Hennig 1973. Pegomya avida ingår i släktet Pegomya och familjen blomsterflugor. Arten är reproducerande i Sverige. Inga underarter finns listade i Catalogue of Life.